# Le Noël Shrektaculaire de l'Âne
Pour plus de détails, voir Fiche technique et Distribution.
Le Noël Shrektaculaire de l'Âne (Donkey's Christmas Shrektacular) est un court-métrage d'animation américain réalisé par Walt Dohrn et Raman Hui en 2010.

## Synopsis
L'Âne a l'idée de présenter une comédie musicale à Fort Fort Lointain. Shrek, ses amis et sa famille interprètent une reprise rock de Jingle Bell...

## Fiche technique
- Titre : Le Noël Shrektaculaire de l'Âne
- Titre original : Donkey's Christmas Shrektacular
- Réalisation : Walt Dohrn et Raman Hui
- Scénario : Walt Dohrn et Ryan Crego d'après le livre de William Steig
- Montage : Danik Thomas
- Musique : Matt Mahaffey
- Production : Teresa Cheng, Chad Hammes et Gina Shay
- Genre : Animation et comédie
- Pays :  États-Unis
- Durée : 8 minutes

## Distribution
| - Eddie Murphy : Donkey (l'Âne) - Mike Myers : Shrek - Antonio Banderas : Puss in Boots (le Chat potté) - Cameron Diaz : Princess Fiona - Walt Dohrn : Rumpelstilskin - Jon Hamm : Brogan - Cody Cameron : Pinocchio / Three Little Piges (les trois petits cochons) - Conrad Vernon : Gingy (Gastro) - Aron Warner : Big Bad Wolf (le grand méchant loup) | - Barbara Tissier : la princesse Fiona - Jean-Christophe Clément : Shrek - Serge Faliu : l'Âne - Boris Rehlinger : le Chat potté - William Coryn : Tracassin - Emmanuel Garijo : 'Tit Biscuit - Pascal Legitimus : Gastro - Alexandre Gillet : Pinocchio - Jean-Loup Horwitz : les Trois petits cochons - Philippe Catoire : le Grand méchant loup - Éric Métayer : les souris aveugles - Voix additionnelles et Chœurs : Xavier Fagnon, Marie-Madeleine Burguet-Le Doze, Michel Costa, Marielle Hervé, Raphaël Cohen, Georges Costa, Laurence Karsenti, Éric Naudet, Olivier Constantin, Karine Costa, Hugues Boucher, Elliot Coulpier, Cyril Dubreuil, Charlotte Piazza, Yves Lecat |

## À noter
- Serge Faliu remplace Med Hondo pour assurer la voix française de l'Âne, après Shrek, fais-moi peur ! (où l'acteur Dean Edwards remplaçait Eddie Murphy).
- Exceptionnellement, Jean-Christophe Clément assure la voix de Shrek en remplacement d'Alain Chabat.